# Panulisan Timur
Panulisan Timur is een bestuurslaag in het regentschap Cilacap van de provincie Midden-Java, Indonesië. Panulisan Timur telt 5482 inwoners (volkstelling 2010).